# Констанчин-Йежьорна
Конста̀нчин-Йежьо̀рна (на полски: Konstancin-Jeziorna) е град в Източна Полша, Мазовско войводство, Пясечненски окръг. Административен център е на градско-селската Констанчин-йежьорненска община. Заема площ 17,74 от км2, населението му възлиза на 17 157 души (31 март 2021). Част е от Варшавската агломерация.
Градът е създаден през 1969 г. чрез обединението на селищата Сколимов-Констанчин и Йежьорна. Населеното място е курорт на юг от столицата Варшава и се намира сред борова гора. Известен е с големия си брой вили, които са архитектурно наследство и се водят за престижни адреси в Полша.

## Известни личности
Починали в Констанчин-Йежьорна
- Владислав Гомулка (1905 – 1982), политик